# Alain Dubreuil
Pour les articles homonymes, voir Dubreuil.
Alain Dubreuil, né en 1985, est un joueur de Scrabble. Il remporte deux fois le championnat du monde individuel, une fois dans la catégorie cadet (2000), l'autre fois dans la catégorie junior (2002). De 1995 à 2000, il remporte le championnat de France de sa catégorie d'âge. Il est licencié au club de Lavoncourt, en Franche-Comté.

## Biographie
Il commence le Scrabble en 1995. Il devient ensuite étudiant en pharmacie puis pharmacien. Ses frères Julien et Eric, ainsi que son père Ghislain, sont également des joueurs bien classés.

## Palmarès
- Champion du monde cadet (2000)
- Champion du monde junior (2002)
- Champion de France jeunes (6 fois d'affilée de 1995 à 2000 dans sa catégorie d'âge)